# 各務沙羅
各務 沙羅（かがみ さら）は、日本の女性ファッションモデル。OKAZAKI MODELS所属。大分県出身。
趣味は野球観戦、映画鑑賞、グラフィックデザイン。特技はモダンバレエ、アルゼンチンタンゴ、イラスト。
1999年から2002年までファッション雑誌『non-no』の専属モデルとなる（29代目ノンノモデル）。

## 主な出演

### 雑誌
- non-no（専属）
- Steady.
- MORE
- SEDA

### CM
- 永昌源「サンザシ酒」
- サントリー「ジョッキ生」
- アダムス「ホワイティーン」
- 藤商事「CR宇宙戦艦ヤマト」

### ショー
- Lev'is　Lady Style'04
- U.F.A.D（東京コレクション）